# Чжан Лина
Чжан Лина́ (кит. упр. 张丽娜, пиньинь Zhāng Lìnà, род. 30 мая 1998 года; округ Да-Хинган-Лин, провинция Хэйлунцзян) — китайская конькобежка, серебряный призёр чемпионата мира в командном спринте, чемпионка и бронзовый призёр чемпионата четырёх континентов.

## Биография
Чжан Лина начала кататься на коньках в 2005 году в спортивной школе округа Да-Хинган-Лин. В 2010 году она впервые участвовала на 12-х играх провинции Хэйлунцзян. В сезоне 2013/14 стала участвовать на Национальном чемпионате, а в 2016 году заняла 10-е место в забеге на 500 метров на 13-х зимних Китайских играх в Урумчи. Только в 2019 году Чжан смогла подняться на чемпионате Китая на 4-е место в командном спринте и на дистанции 500 метров.
В феврале 2020 года на чемпионате 4-х континентов в Милуоки Лина выиграла бронзовую медаль в командном спринте. В апреле 2021 года она участвовала на олимпийском отборе и заняла 5-е место в забеге на 500 метров, лишив себя поездки на игры в Пекине. В сезоне 2021/22 дебютировала на Кубке мира и на 2-м этапе в норвежском Ставангере заняла 3-е место в командном спринте.
В 2023 году Чжан вновь участвовала на чемпионате 4-х континентов в Квебеке, где с партнёршами поднялась на 1-е место в командном спринте. Следом заняла 3-е место на Кубке мира в Томашув-Мазовецком в командном спринте и дебютировала на чемпионате мира на отдельных дистанциях в Херенвене, завоевав бронзовую медаль в командном спринте.

## Награды
- 2014 год — названа элитной спортсменкой международного класса Главным управлением спорта Китая.